# Liste der Kulturgüter in Sembrancher
Die Liste der Kulturgüter in Sembrancher enthält alle Objekte in der Gemeinde Sembrancher im Kanton Wallis, die gemäss der Haager Konvention zum Schutz von Kulturgut bei bewaffneten Konflikten, dem Bundesgesetz vom 20. Juni 2014 über den Schutz der Kulturgüter bei bewaffneten Konflikten sowie der Verordnung vom 29. Oktober 2014 über den Schutz der Kulturgüter bei bewaffneten Konflikten unter Schutz stehen.
Objekte der Kategorie A sind im Gemeindegebiet nicht ausgewiesen, Objekte der Kategorie B sind vollständig in der Liste enthalten, Objekte der Kategorie C fehlen zurzeit (Stand: 1. Januar 2023).

## Kulturgüter
| Foto | | Objekt | Kat. | Typ | Standort                                       | Beschreibung                                                                                                  |
| ---- | --- | --- | ---- | --- | ---------------------------------------------- | --- |
| ja   | Datei hochladen · Wikidata zu Dokumentationszentrum CREPA (Q131399271)                                                                      | Dokumentationszentrum CREPA / Centre de documentation CREPA KGS-Nr.: 03407 | B    | S   | Rue Saint-Honoré 14 577629 / 103058            | |
| ja   | Datei hochladen · Wikidata zu Crettaz-Polet - Neolithische Fundstelle und Nekropole - Lebensräume aus der Bronze- und Eisenzeit (Q29927427) | Crettaz-Polet, neolithische Fundstelle und Nekropole, Wohnstätten der Bronze- und Eisenzeit / Crettaz-Polet, site et nécropole néolithique, habitats de l’âge du bronze et l’âge du fer KGS-Nr.: 06997 | B    | F   | La Crête à Polet 577250 / 102900               | |
| ja   | Datei hochladen · Wikidata zu Kirche Saint-Étienne (Q29927428)                                                                              | Kirche Saint-Étienne / Église Saint-Étienne KGS-Nr.: 06998 | B    | G   | Rue de l'Eglise 4.2 577709 / 103010            | |
| ja   | Datei hochladen · Wikidata zu Spital (Q29927430)                                                                                            | Spital / Hôpital KGS-Nr.: 06999 | B    | G   | Rue du Collège 2 577534 / 103067               | |
| ja   | Datei hochladen · Wikidata zu Haus Luder (Q29927431)                                                                                        | Haus Luder / Maison Luder KGS-Nr.: 07000 | B    | G   | Rue Principale 26 577729 / 103029              | |
| ja   | Datei hochladen · Wikidata zu Mühle von Allèves (Q29927433)                                                                                 | Mühle von Allèves / Moulin d’Allèves KGS-Nr.: 07001 | B    | G   | Route des Moulins Dallèves 2.1 578049 / 103120 | |
| ja   | Datei hochladen | Viadukt über die Dranse / Viaduc sur la Dranse KGS-Nr.: 17368 | B    | G   | 577529 / 103161                                | Objekt liegt hälftig auf dem Gemeindegebiet von Sembrancher (KGS-Nr. 17368) und von Val de Bagnes (Nr. 17369) |